# Klara Gusevová
Klara Ivanovna Gusevová (rusky Клара Ивановна Гусева; 8. března 1937 Rasskazovo, Ruská SFSR – 12. května 2019 Moskva), provdaná Něstěrovová (rusky Нестерова), byla sovětská rychlobruslařka.
Na prvních mezinárodních závodech se objevila v roce 1956, na Mistrovství světa debutovala v roce 1960 patnáctým místem. Téhož roku startovala též na Zimních olympijských hrách, kde vyhrála závod na 1000 m. Na dalších olympijských tratích byla šestá (500 m) a čtvrtá (1500 m). V roce 1961 dosáhla na světovém šampionátu pátého místa. Na zimní olympiádě 1964 se zúčastnila pouze závodu na 3000 m, ve kterém dojela jako čtvrtá. Poté startovala již pouze na národních závodech a sovětském mistrovství a po sezóně 1964/1965 ukončila sportovní kariéru.
Zemřela 12. května 2019 ve věku 82 let, kdy ji v Moskvě srazilo auto.